# Monte Fitz Roy
Il monte Fitz Roy (noto anche come Cerro Chaltén) è una montagna situata in Patagonia, nel confine tra l'Argentina e il Cile. Dal lato argentino integra il parco nazionale Los Glaciares, nella provincia di Santa Cruz, e dalla parte cilena, forma parte del parco nazionale Bernardo O'Higgins e la sua suddivisione, sito naturale della Cordigliera del Chaltén. Raggiunge un'altezza di 3.405 metri sul livello del mare.

## Descrizione
Il nome Chaltén deriva dalla parola in lingua aoniken che significa la montagna che fuma (a causa delle frequenti nuvole che si addensano sulla sua sommità), e il popolo mapuche la considerava una montagna sacra. Cerro Chaltén è il simbolo della provincia di Santa Cruz, ed è rappresentato nella sua bandiera e nel suo stemma. 
Francisco Perito Moreno la battezzò Fitzroy nel 1877 in onore dell'esploratore Robert FitzRoy.

## Prima salita
Il monte Fitz Roy è stata scalato per la prima volta dall'alpinista francese Lionel Terray accompagnato da Guido Magnone nel 1952, nella spedizione che causò la morte del grande alpinista Jacques Poincenot. Nonostante la sua bassa altitudine, il monte Fitz Roy è considerato di difficile ascesa, ed il granito molto compatto di cui è composto, oltre alle condizioni climatiche generalmente estreme, richiede un elevato livello di esperienza alpinistica. Per questo le scalate non sono frequenti.
Nel 2015 gli statunitensi Tommy Caldwell e Alex Honnold hanno compiuto la traversata della catena del FitzRoy, aggiudicandosi per questo un Piolet d'Or.

## Galleria d'immagini

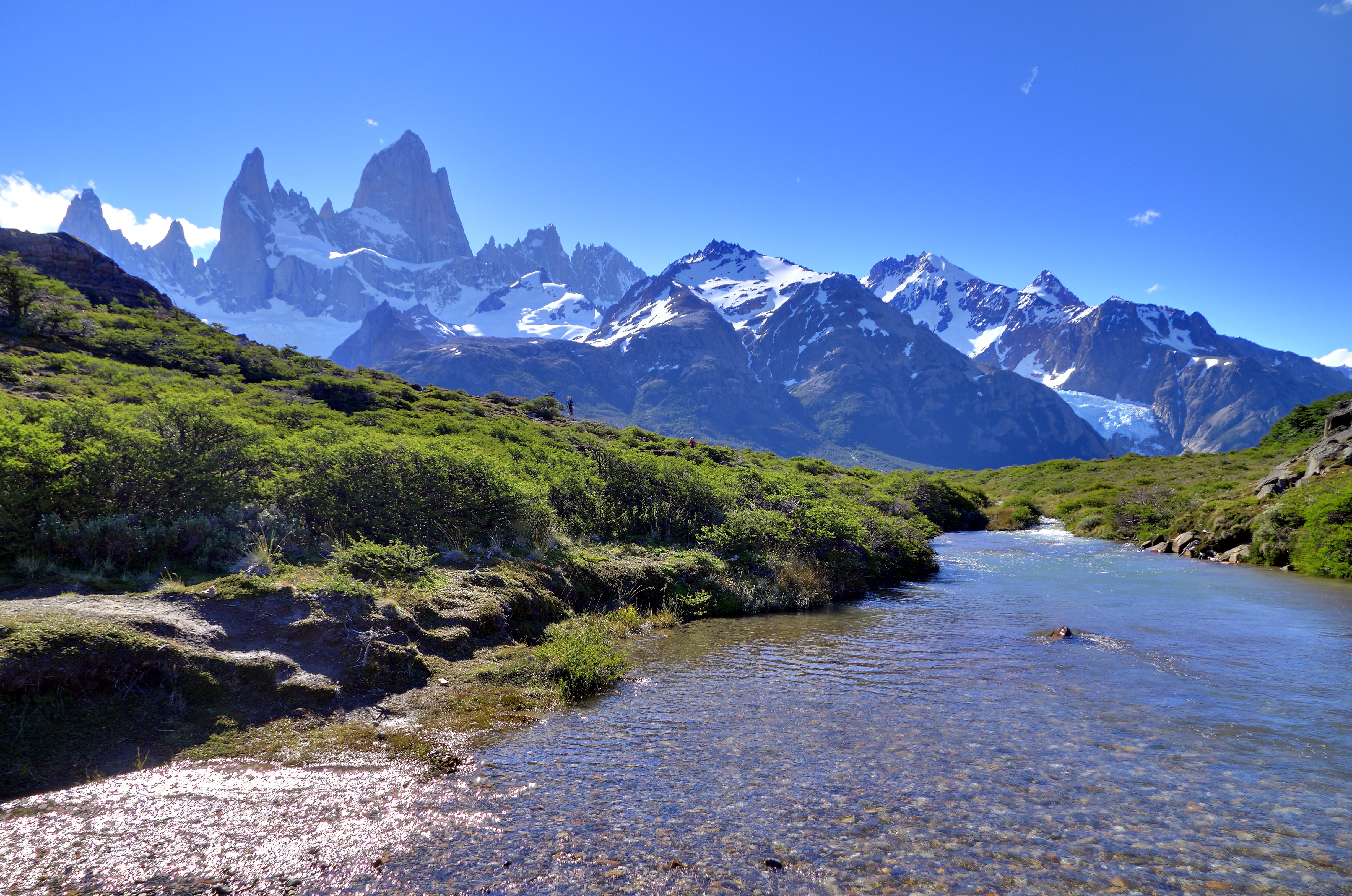
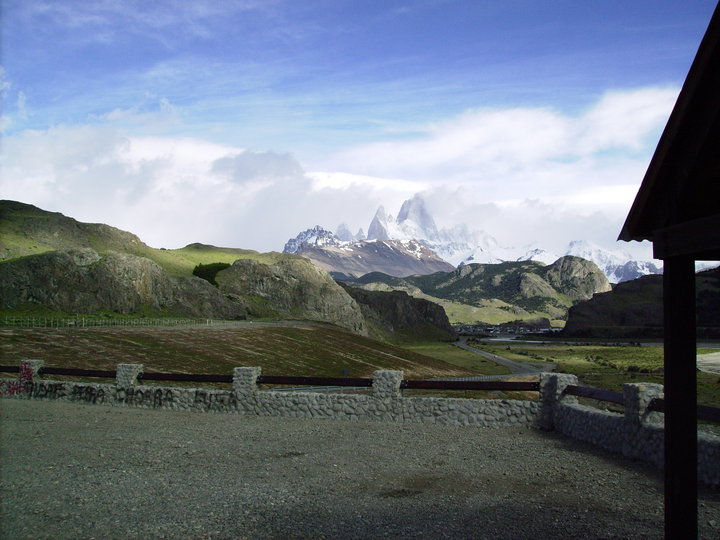
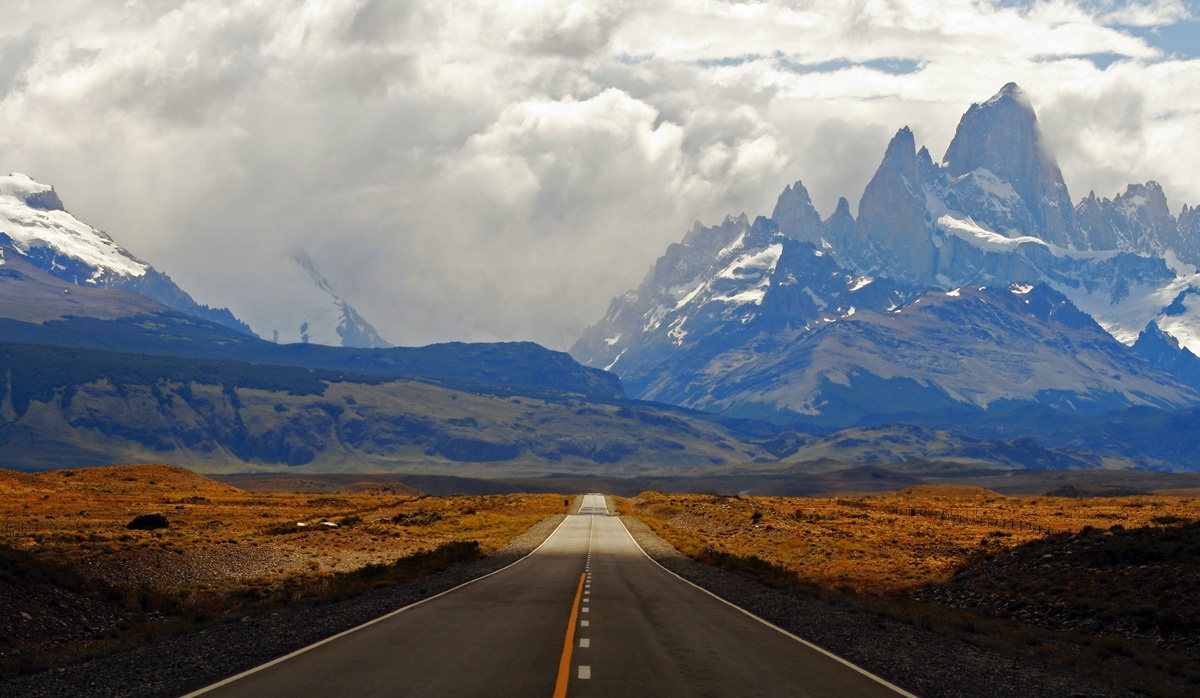
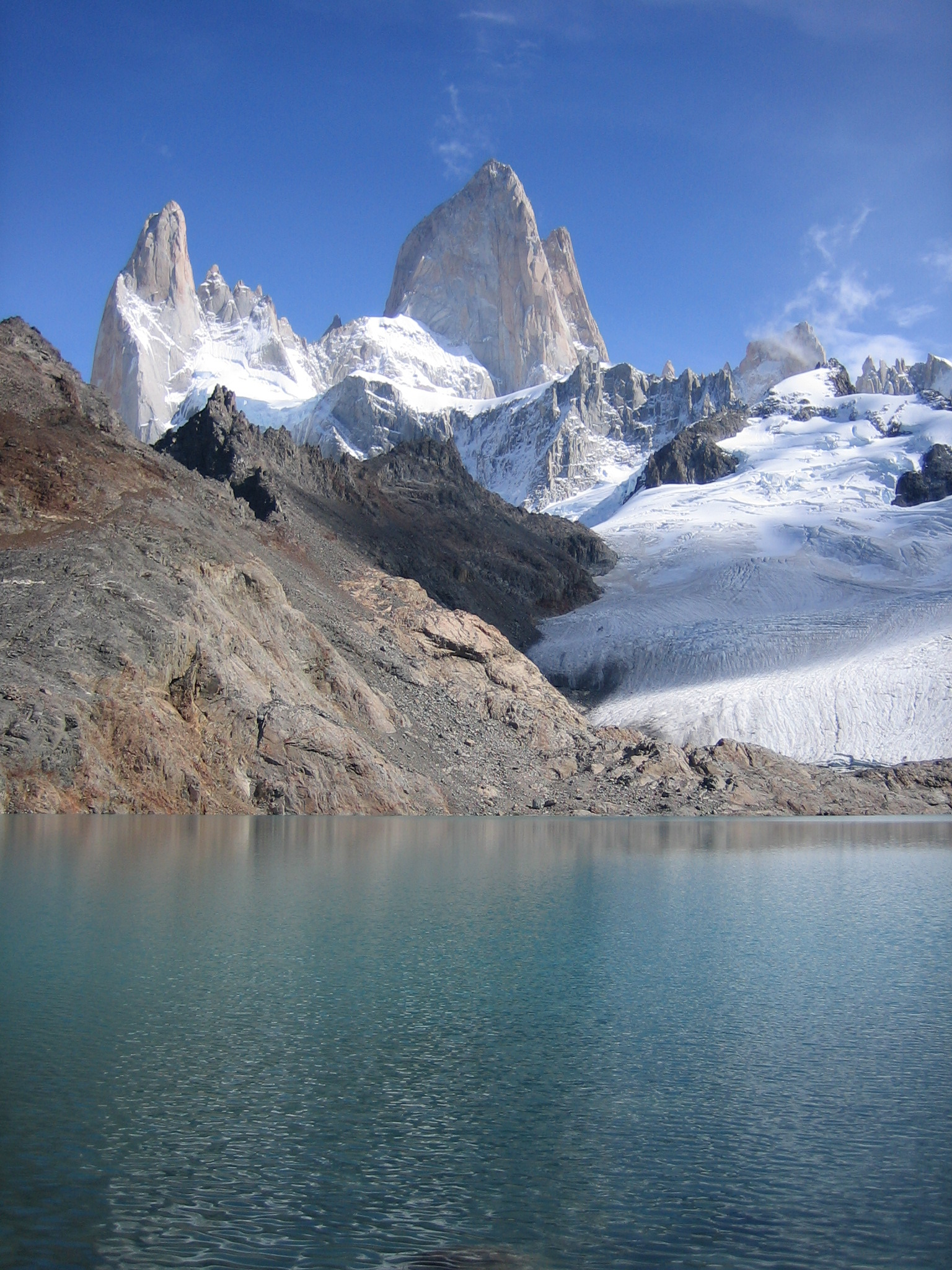